# 罗小云
罗小云（1965年5月—），江西吉水人，汉族，中国共产党党员。中华人民共和国政治人物、第十三届全国人民代表大会江西省代表。现任江西省人民代表大会常务委员会副主任。

## 生平
曾任江西省水利厅计划财务处副处长、处长，江西省水利厅水利建设与管理处处长，江西省水利厅党委委员、副厅长。2015年2月任江西省水利厅党委书记、副厅长，2015年3月任江西省水利厅党委书记、厅长，2015年4月任江西省水利厅党委书记、江西省水利厅厅长、江西省鄱阳湖水利枢纽建设办公室（江西省鄱阳湖水利枢纽投资集团公司）党委书记。
2018年，罗小云被选为江西省出席第十三届全国人民代表大会代表。
2020年8月31日，被任命为江西省人民政府副省长。2022年6月，任中共江西省委常委、政法委书记。
2025年1月，当选为江西省人民代表大会常务委员会副主任。